# Čreda
Čréda je skupina divjih ali domačih živali, ki se vedejo usklajeno. Izraz se večinoma nanaša na skupine sesalcev, posebej kopitarjev. Skupine rib in ptic po navadi opisujemo z izrazom jata, skupine zveri pa so tropi. Združevanje v črede je po splošno uveljavljenem mnenju odziv na plenilce - skupina je težji plen kot posamezna žival, poleg tega ima vsak posameznik ob napadu manjše tveganje da bo ravno on žrtev. Slaba stran je, da skupina teže najde dovolj hrane za vse člane, hkrati pa je mnogo bolj opazna.
Spolna in starostna sestava črede ter njena velikost je odvisna od vrste in pogojev v okolju. Črede, ki jih za živinorejo sestavlja človek, se lahko po sestavi in vedenju zelo razlikujejo od naravnih, saj je njihov namen predvsem lažji nadzor nad živino.